# محمد فرید وجدی
محمد فریدوجدی (زاده ۱۸۷۸ در اسکندریه، مرگ ۱۹۵۴ در قاهره) نویسنده مصری بود.

## آثار
او مجله الازهر را برای بیش از ده سال منتشر نمود. مهم‌ترین تالیفات او کتاب گنجینه علم، زبان، دایرةالمعارف قرن ۱۴ و دایرةمعارف القرن العشرین بود که در ده جلد به طبع رسیده است.
از آثار دیگر او می‌توان به: الإسلام فی عصر العلم، رده العلمی المتین علی (الشعر الجاهلی) لطه حسین نام برد.

## واژه‌نامه
1. ↑  دایرةالمعارف قرن بیستم